# Возницкий, Казимир
Казимир (Казимеж Роман) Возницкий (пол. Kazimierz Roman Woźnicki; 28 февраля 1878, с. Осек (ныне гмины (волости) Бульково, Плоцкий повят, Мазовецкое воеводство) — 1 ноября 1949, Париж) — польский политический деятель, публицист, литератор, дипломат, коллекционер, меценат. Один из ведущих деятелей польской эмиграции в Париже перед Первой мировой войной.

## Биография
Изучал естественные, экономические и социальные науки, сельское хозяйство в университетах Кракова, Галле и Берлина. Во время проживания в Германии, вёл активную подпольную деятельность в польских национально-патриотических организациях. В начале 1900 года, под угрозой ареста, ненадолго вернулся в Краков, а затем отправился в Париж, где в Сорбонне и Свободной школе политических наук продолжил обучение на отделениях французской литературы, права, социальных наук, экономики и дипломатии.
В 1904—1906 годах работал помощником в библиотекe Национального польского музея в Рапперсвиле (Швейцария). В 1910 году основал и возглавил журнал «Французские ведомости. Ежемесячник, посвященный литературной критике и библиографии». В 1907—1919 годах — директор «Agence Polonaise de Presse» (Польское агентство печати в Париже).
На устраиваемых К. Возницким «литературных субботах» собиралась интеллектуальная элита польского Парижа, здесь бывали В. Реймонт, С. Жеромский, Л. Стафф, Т. Бой-Желенский, И. Хшановский и многие другие.
После начала мировой войны К. Возницкий стал корреспондентом Центрального Польского агентства в Лозанне. С 1919 года — на дипломатической службе в качестве дипломатического пресс-атташе, а вскоре — секретарь польского посольства в Париже, с середины 1924 года — второй секретарь посольства.
Сотрудничал со многими польскими и французскими газетами и журналами, в том числе «Tygodnik Ilustrowany», «Gazeta Lwowska», «La Pologne», «Pages Modernes» и др.
В сентябре 1939 года был назначен заместителем вице-премьера и министра пропаганды в правительстве Сикорского. Летом 1940 после того, как немцы вошли в Париж, остался во французской столице, где руководил спасением коллекции польской библиотеки. После войны он принимал участие в работе Общества друзей польской книги в Париже. Умер в возрасте 71 года и был похоронен на кладбище в Монморанси близ Парижа.

## Коллекционирование
К. Возницкий собрал ценную библиотеку: около 30 тысяч томов. В коллекции — классики французской литературы, первые издания польских романтиков, стендалиада, старинные гравюры из Польши, произведения французской эротики. Передал часть тематически подобранных собраний в польским и французским учреждениям, в том числе, Французскому институту в Варшаве, Музею заморских территорий Франции в Париже, Музею Стендаля в Гренобле и Научному обществу в Плоцке. Более десятка раритетных фотографий и гравюр подарил польскому посольству в Париже и Ассоциации «Франция — Польша». Обширный собранный архив, в том числе переписки с известными польскими и французскими деятелями политики и культуры, вместе с коллекцией произведений искусства, передал Польской библиотеке в Париже.

## Награды
- Кавалер Ордена Почётного легиона (1920).
- Офицер Ордена Почётного легиона (1926).
- Офицерский крест ордена Возрождения Польши (1927).